# Berry van Driel
Berry van Driel (Den Haag, 26 december 1984) is een Nederlands honkballer.
Van Driel begon op vijfjarige leeftijd met honkbal. Als junior kwam hij uit in vele regionale en nationale selecties van de honkbalbond. Op negenjarige leeftijd deed hij mee met het Nederlands pupillenteam aan het wereldkampioenschap in Japan en twee jaar later won hij met het team de Europese titel bij de pupillen. Tot 2007 kwam hij uit voor de hoofdklassevereniging ADO. In 2001 deed hij voor het eerst mee als invaller in het eerste team tijdens de play-offwedstrijden tegen Neptunus. Van 2002 tot 2008 speelde hij als binnenvelder en af en toe als reliëf-werper in het eerste team. Hij is een van de weinige honkballers die zowel een veldpositie (tweede en derde honkman en korte stop) als het werpen combineert, hoewel hij de laatste jaren bij ADO hoofdzakelijk als werper werd ingezet. In 2009 stapte hij over naar Neptunus waar hij als werper is opgesteld. In 2007 debuteerde hij als closing pitcher bij het Nederlands honkbalteam tijdens een wedstrijd in Amerika. In dat jaar nam hij ook deel aan het World Port Tournament en de wereldkampioenschappen in Taiwan. In 2008 nam hij met Oranje deel aan de Haarlemse Honkbalweek en in 2009 aan de World Baseball Classic en het World Port Tournament.
Op het WK van 2011 werd hij met Nederland wereldkampioen.